# Tyree Ridge
Tyree Ridge ist ein felsiger Bergkamm im westantarktischen Ellsworthland. Er erstreckt sich vom Mount Tyree in der Sentinel Range des Ellsworthgebirges über eine Länge von 5 km in nordöstlicher Richtung.
Das Advisory Committee on Antarctic Names benannte ihn in Anlehnung an die Benennung des gleichnamigen Berges nach Konteradmiral David Merrill Tyree (1904–1984), Befehlshaber der Unterstützungseinheiten der United States Navy in der Antarktis vom 14. April 1959 bis 26. November 1962.